# Второй дивизион Нидерландов по футболу
Второй дивизион Нидерландов по футболу (нидерл. Tweede Divisie) — третий по уровню турнир чемпионата Нидерландов по футболу. Является единственной полупрофессиональной (и исторически самой низкой профессиональной) футбольной лигой в Нидерландах.
Он был основан в 1956 году вместе с Высшим и Первым дивизионами. С 1956 по 1960 и с 1962 по 1966 годы лига состояла из двух дивизионов, Tweede Divisie A и Tweede Divisie B. Лига была распущена в 1971 году. Шесть клубов были повышены до Первого дивизиона («Де Волевейккерс», «Эйндховен», ВВВ, «Фортуна», ПЕК и «Рода»), а остальные одиннадцать стали любительскими клубами.
Планы нового полупрофессионального Второго дивизиона, который будет состоять из 4 резервных команд и 14 клубов Третьего дивизиона, были утверждены на собрании Королевского футбольного союза Нидерландов (KNVB) в декабре 2014 года. Таким образом, Третий дивизион и лиги ниже были понижены на один уровень. Первым сезоном обновлённого Второго дивизиона стал сезон 2016/2017.

## Чемпионы
- 1956/1957 — Лееуварден — РБК
- 1957/1958 — ЗФК — Хераклес
- 1958/1959 — Эт Гоой — Гоу Эхед
- 1959/1960 — ЭДО — Би Куик
- 1960/1961 — Харлем
- 1961/1962 — Велокс
- 1962/1963 — ВСВ (выиграл у Хаарлем в плей-офф)
- 1963/1964 — НЕК (выиграл у Алкмаар '54 в плей-офф)
- 1964/1965 — Камбюр (выиграл у ДФК в плей-офф)
- 1965/1966 — Витесс — Ден Босх
- 1966/1967 — Хаарлем
- 1967/1968 — Вагенинген
- 1968/1969 — Де Граафсхап
- 1969/1970 — Хееренвеен
- 1970/1971 — Волевейккерс
- 2016/2017 — Йонг АЗ
- 2017/2018 — Катвейк
- 2018/2019 — АФК

## Команды сезона 2019/2020
| Клуб             | Город              | Стадион                  | Вместимость |
| ---------------- | ------------------ | ------------------------ | ----------- |
| АСВХ             | Хендрик-Идо-Амбахт | Спортпарк Схильдман      | 3 000       |
| АФК              | Амстердам          | Спортпарк Гуд Генуг      | 2 000       |
| ГВВВ             | Веенендаал         | Спортпарк Панхюйс        | 4 500       |
| Де Трефферс      | Грусбеек           | Спортпарк Зюйд           | 5 000       |
| Йонг Волендам    | Волендам           | Крас Стадион             | 6 984       |
| Йонг Спарта      | Роттердам          | Хет Кастеел              | 10 599      |
| Катвейк          | Катвейк            | Спортпарк де Кром        | 6 000       |
| Козаккен Бойз    | Веркендам          | Спортпарк де Зваайер     | 5 000       |
| Конинклейке      | Хаарлем            | Спортпарк Спаньаардслаан | 1 500       |
| Куик Бойз        | Катвейк            | Спортпарк Нью Зюйд       | 8 500       |
| Ноордвейк        | Ноордвейк          | Спортпарк Дюйнветеринг   | 6 100       |
| Рейнсбюргсе Бойз | Рейнсбург          | Спортпарк Мидделморс     | 5 000       |
| Спакенбург       | Спакенбюрг         | Спортпарк де Вестмаат    | 8 00        |
| Схевенинген      | Схевенинген        | Спортпарк Хаутрюст       | 3 000       |
| ТЭК              | Тил                | Спортпарк де Ло          | 1 200       |
| Харденберг       | Харденберг         | Де Босхук                | 4 500       |
| Эйсселмеерфогелс | Спакенбург         | Спортпарк де Вестмаат    | 8 000       |
| Эксельсиор       | Масслёйс           | Лавенделстраат           | 5 000       |